# Ptychostomum warneum
Ptychostomum warneum là một loài Rêu trong họ Bryaceae. Loài này được (Röhl.) J.R. Spence mô tả khoa học đầu tiên năm 2005.